# Lohr
Lohr je občina v departmaju Bas-Rhin francoske regije Alzacija.
Leta 2011 je v občini živelo 497 oseb oz. 48 oseb/km².